# Carlos Vergueiro
Carlos Vergueiro (São Paulo, 1 de janeiro de 1920 — Rio de Janeiro, 31 de março de 1998) foi um ator, compositor, crítico musical e roteirista brasileiro. Fundou o Teatro Brasileiro de Comédia, participou do primeiro filme da Companhia Cinematográfica Vera Cruz e foi o primeiro diretor artístico da TV Cultura.
Também foi diretor artístico da Rádio Eldorado.

## Trabalhos no cinema
- Isto É São Paulo (1970) [compositor]
- Roteiro dos Pampas (1963) [compositor]
- Uma Pulga na Balança (1953) [roteirista]
- Sinhá Moça (1953) [roteirista]
- Caiçara (1950) [ator] .... Manuel

## Trabalho na televisão
- Roda de Fogo (1986) [ator] .... Fernando Brandão

## Família
É tetraneto do senador Vergueiro, um dos mais influentes políticos do Império do Brasil (1822-1889), e sobrinho-bisneto do barão de Vergueiro e visconde de Vergueiro. Também vem a ser tetraneto do barão de Antonina e sobrinho-tetraneto do barão de Ibicuí. Para além disso, seus filhos, Guilherme e Carlinhos Vergueiro, também são artistas, além de Carlos ser avô da cantora e apresentadora Dora Vergueiro e da jornalista Maria Clara Vergueiro e tio de Maria Alice Vergueiro.